# George Fletcher Chandler
George Fletcher Chandler (geboren am 13. Dezember 1872 in Clyde, New York; gestorben am 7. November 1964) war ein amerikanischer Mediziner, der 1917 als erster Leiter der New York State Police eingesetzt wurde.

## Biografie
Chandler wurde 1872 in Clyde im Bundesstaat New York geboren. Er war der Sohn eines 7. November methodistischen Ministers, der regelmäßig auf Reisen war, und verbrachte seine Jugend entsprechend in verschiedenen Gemeinden zwischen Portland und Syracuse. Er besuchte die Bishop Scott Grammar School in Portland, später die Ithaca High School und schließlich die Syracuse University. Sein Schulgeld verdiente er als Glöckner des Krouse Memorial College. Mit 15 Jahren begann er, Violine zu spielen und studierte dieses Instrument bei William H. Schultze, der die Musikschule in Syracuse gründete. Am 1. Januar 1900 heiratete er dessen Tochter Martha Marie, die 1931 verstarb.

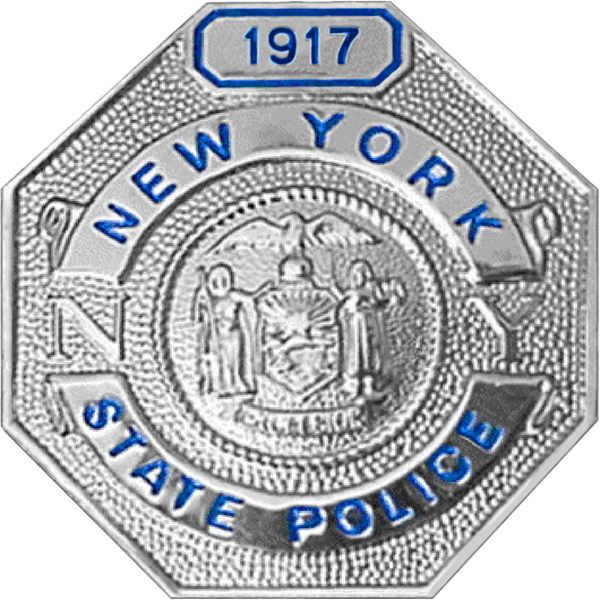
Plakette der New York State Police mit Gründungsjahr 1917

1895 machte Chandler seinen Abschluss am College of Physicians and Surgeons der Columbia University, danach praktizierte er bis 1901 als Hausarzt in New York City und später als Assistenzchirurg am St. Vincent’s Hospital. 1901 ging er nach Kingston und arbeitete dort als Chirurg und Manager im Kingston Hospital. Danach diente er bei der National Guard und als Major der 10th Infantry an der mexikanischen Grenze in McAllen, Texas, wo er Adjutant der First New York Brigade wurde. 1915 machte er seinen Offiziersabschluss an der Field Officers School in Fort Leavenworth in Kansas.
Nach seiner Rückkehr nach Kingston wurde er durch den Gouverneur Charles S. Whitman, einem Freund aus New York, beauftragt, eine Staatspolizei aufzubauen. Im Mai 1917 wurde er als erster Superintendent der New York State Police bestätigt. Er baute die Polizeidivision der „New York State Troopers“ auf und entwickelte 1921 mit der New York State School for Police die erste staatliche Polizeischule der Vereinigten Staaten. 1923 ging er in den Ruhestand und benannte Captain John A. Warner als seinen Nachfolger, er selbst arbeitete erneut als Chirurg in Kingston und später in der State Crime Commission unter den Gouverneuren Alfred E. Smith und Franklin D. Roosevelt. Zum Zeitpunkt seines Todes im Jahr 1964 war er Lieutenant Colonel der Reserve Medical Corps.

## Belege
1. 1 2 3  
New York State Police, History 1917-1929 (Memento des Originals vom 6. Oktober 2016 im Internet Archive)  Info: Der Archivlink wurde automatisch eingesetzt und noch nicht geprüft. Bitte prüfe Original- und Archivlink gemäß Anleitung und entferne dann diesen Hinweis.; abgerufen am 6. Oktober 2016
2. 1 2 3 4  
George Chandler, Police Aide, Dies. In: New York Times. 7. November 1964, abgerufen am 6. Oktober 2016.

| Personendaten    | Personendaten                                                |
| ---------------- | ------------------------------------------------------------ |
| NAME             | Chandler, George Fletcher                                    |
| KURZBESCHREIBUNG | amerikanischer Chirurg und Gründer der New York State Police |
| GEBURTSDATUM     | 13. Dezember 1872                                            |
| GEBURTSORT       | Clyde, New York                                              |
| STERBEDATUM      | 7. November 1964                                             |